# Rhus oaxacana
Rhus oaxacana är en sumakväxtart som beskrevs av Ludwig Eduard Loesener. Rhus oaxacana ingår i släktet sumaker, och familjen sumakväxter. Inga underarter finns listade i Catalogue of Life.